# الزهراء (ليبيا)
الزهراء هي إحدى مدن ليبيا تقع جنوب العاصمة طرابلس وتبعد عليها حوالي 40 كم، وتبعد عن مدينة الزاوية حوالي 20 كم، يحدها من الشمال منطقة المعمورة ومن الجنوب منطقة الناصرية ومن الشرق السواني ومن الغرب مدينة الزاوية، تعتبر من أهم مدن ورشفانة من حيث الاستقرار والتقدم، فيها أرض زراعية كثيرة، تبعد عن مدينة طرابلس حوالي 40 كم، وتبعد عن مدينة العزيزية حوالي 20 كم، وتعد مركز خدمات مهمًا للمناطق المجاورة لها مثل: الجليدة والزهراء الشرقية والزهراء الغربية والناصرية والعامرية. وبها مقار إدارية وخدمية، ويعقد فيها سوق يوم الأربعاء من كل أسبوع كما توجد بها قرية ترينة المشهورة التي وقعت فيها معركة بين المجاهدين والقوات الإيطالية سنة 1917.

## صور
ملف:Al Zahra , Libya.jpg| جزيرة البريد

## التسمية
كانت تسمى من قبل الإيطاليين بـ «بيانكي» ومن ثم تغير اسمها إلى ماهي عليه الآن مدينة الزهراء.
.